# 大衛·弗羅克特
大衛·S·弗羅克特（David S. Frockt，1969年7月14日—）是美國政治家和律師，擔任華盛頓州第46立法區參議員，該區包括北西雅圖、森林公園湖和肯莫爾。

## 早年生活和教育
弗羅克特出生於辛辛那提，父母是史蒂芬和馬多琳弗羅克特。他出生並成長在一個猶太家庭。他在肯塔基州的路易斯維爾長大，並在巴拉德高中就讀。他於1991年以優異成績畢業於賓夕法尼亞大學，獲得政治學學士學位，隨後於1998年畢業於加州大學洛杉磯分校法學院。

## 事業

### 華盛頓州議會
弗羅克特於2010年首次當選華盛頓州眾議院議員，開始了他的職業生涯。2011年，在參議員Scott White去世後，大都會金縣議會一致投票任命弗羅克特為州參議院第46區的代表。2012年，選民讓他繼續完成參議院剩餘兩年的空缺任期。2014年，他以80%的得票率再次當選為州參議員。弗羅克特目前是 "方法與手段"、"法律與司法 "和 "公共服務 "委員會的成員。

#### 教育
弗羅克特作為資本預算作者，在2018年通過華盛頓的資本預算中起到了重要作用。該預算為40億美元，包括10億美元用於K-12公立學校，8.61億美元用於高等教育。弗羅克特主張擴大華盛頓州助學金，來增加對尋求高等教育的中產階級學生的經濟援助。2012年，弗羅克特提出了一項法案，為高等教育學生接受學生貸款咨詢提供幫助，以幫助學生解決債務危機。

#### 槍支管控
在州參議院，弗羅克特是主張管控槍支的重要倡導者。 在2017-2018年的立法會議上，弗羅克特发起並幫助通過了禁止在華盛頓州使用撞火槍托和其他槍支改裝的法案。 他還提出了一項法案，禁止家庭暴力施暴者擁有槍枝。 此外，弗羅克特還提出了參議院第6620號法案，該法案把購買半自動步槍的年齡從18歲提高到21歲，並在購買槍支時增強了背景檢查系統。該法案還將在學校建立應急系統來應對緊急事件。 